# René David (auteur)
 (juin 2020).
Pour les articles homonymes, voir René David et David.
René David, né le 9 avril 1919 à Paris et mort le 25 janvier 2013 à Brioude, est un écrivain français tour à tour parolier, romancier, auteur dramatique.

## Biographie
René David passe sa petite enfance à Neuvic (Corrèze) où son père Camille David dirige Le Jouet de Neuvic, un atelier de fabrication de jouets en bois, atelier employant des mutilés de la guerre 1914-1918.
À la suite de la nomination de son père comme percepteur à Dieppe puis à Offranville, il poursuit ses études au collège Jehan Ango. Il est le condisciple de Léon Gambier qui deviendra peintre de la Marine.
Membre des Jeunesses socialistes, dès l’âge de 17 ans, il écrit de nombreux articles dans Le Progrès social, hebdomadaire socialiste de la Seine-Maritime.
Après la Seconde Guerre mondiale, il rejoint Jean Guignebert, directeur général de la Radiodiffusion française (RDF).
Sous le pseudonyme de René-Paul Dil, il devient un auteur protéiforme.
Pour la radio entre 1945 et 1948, il écrit des parodies radiophoniques des grands opéras et des évocations musicales.
En 1946, il publie Les Sept Semaines de Seryphan, un roman pour enfants aux éditions Monaline avec des illustrations de Jean Duché.
En 1949, il conçoit le scénario de Pierrot le fol, bande dessinée politique quotidienne illustrée par Jacques Naret, publiée dans le journal Libération, quotidien issu de la résistance dirigé par Emmanuel d'Astier de La Vigerie.
À partir des années 1950 et jusqu’aux années 1970, il devient parolier pour Jean Wiéner, Robert Marcy, Renée Lebas, Cora Vaucaire, Catherine Sauvage, Tino Rossi, John William, Yves Montand et d’autres chanteurs.
Membre du PSU, il accompagne Jean Poperen, lors de la création de l’Union des groupes et clubs socialistes (UGCS) en 1967 et adhère au Parti socialiste après le congrès d'Épinay en 1971.
À partir de 1969, sous son véritable nom, René David, tout en travaillant comme cadre administratif pour Radio France internationale, se livre à de constantes recherches dans le domaine dramatique et littéraire par une réinvention systématique du langage. Il écrit des pièces de théâtre et de théâtre musical sur des musiques de Romain Didier, Édith Lejet, Monic Cecconi-Botella.
Écologiste avant l’heure, il publie deux romans sur ce thème : Les Crabes (1975) aux éditions Roblot avec une préface de Georges Conchon et Grand Vulcan (1981) aux éditions Léon Faure (pour enfants).
À la fin des années 1990, retiré à Brioude, il écrit 120 Contes à rebours qui seront publiés chaque semaine dans l’hebdomadaire régional La Ruche.

## Émissions de radio
- 1945 : La Tosca[2], parodie radiophonique de l’Opéra de Puccini. Diffusée le 22 mai 1945 à la Radiodiffusion française.
- 1945 : Sept jours, sept disques du 6 juin au 15 septembre avec Antoine Claude et Claude Herval.
- 1945 : Lakmé[3], parodie radiophonique de l’opéra de Delibes. Radiodiffusion française.
- 1945 : Manon[4], parodie radiophonique de l’opéra de Massenet. Radiodiffusion française.
- 1945 : Mireille[5], parodie radiophonique de l’opéra de Gounod. Radiodiffusion française
- 1947 : Ce soir-là au Palais royal[6] (évocation radiophonique).
- 1947 : Symphonie de la paix[7] (évocation radiophonique).
- 1948 : Amours du monde[8] (évocation radiophonique). Avec des poèmes de P. Verlaine, H. Picard, F. Carco et P. Fort. Radiodiffusion française.
- 1949 : Quand Cadet Roussel donne à danser[9] (émission radiophonique). Avec Jean Guignebert. Réalisation M. Cazeneuve. Radiodiffusion française.

## Chansons
- 1950 : La Remmailleuse[10]. Musique de Jean Wiener.
- 1951 : Si tu partais pour la guerre[11]. Musique Robert Marcy[12]. Interprètes Renée Lebas. Grand Prix de la Radiodiffusion Française. 78 tours Mercury 4154.
- 1953 : Madame la France[13]. Musique Robert Marcy. Interprète Robert Marcy. Decca MF36098.
- 1954 : La Ville morte[14]. Musique Robert Viger. Interprète Yves Montand[15]. Editions Enoch. 45 tours Odeon 283.074[16].
- 1954 : Les Rayons du soleil[17]. Musique Philippe-Gérard. Interprète Tino Rossi. Edition Méridian. 45 tours Columbia / EMI SP série SCVF 1028.
- 1956 : La Chanson du barrage. Musique Jerry Mongo. Interprète John William. 45 tours Pathé 45 G 1216[18].
- 1956 : Paris à saute-mouton[19]. Musique Mauricette Liliane Lecomte. Dessins Jean Naret. Edition Choudens. Interprètes : Claire Leclerc, Eric Amado et le Trio Ondiolines. Illustration Jacques Naret. 45 tours Le Chant du Monde LD 45 3003.
- 1968 : Petite Géographie de la France[20]. Musique Jean-Pierre Hébrard. Interprètes Eliane Thibaut, Christian Borel. Chef d’orchestre André Grassi. Grand Prix de l'Académie Charles Cros. 33 tours Decca SKL 30199.

## Théâtre musical
- 1973 : Les Escargots (puéril-opéra). Musique de Jocelyn Faye. Interprète Daniel Emilforc. Diffusion sur France Culture.
- 1977 : La Chouette (téléfilm musical). Musique Romain Didier. Diffusion sur F.R.3 dans une mise en scène d'Henry Calef.
- 1980 : Yo ou l'Opéra solitaire. Musique de Philippe Drogoz. Interprète Eugénie Kufler. Représentations à Bagnolet, à Montreuil et à l'Auditorium 105 de la Maison de la Radio. Diffusion sur France Culture.
- 1982 : Noctuaile. Musique Monic Cecconi Botella. Réalisation Francis Fehr. Mention spéciale de l'Académie du Disque et du Film Musical. Création à Bordeaux du 8 au 19 décembre 1983.
- 1985 : Tango Solo Desolato (Tango chéri). Musique Juan Carlos Cacéres. Mise en scène Garance. Interprète M.C. Mestral et le groupe Gotan. Grande Halle de La Vilette. Le mardi 11 juin 1985.
- 1987 : L'Homme qui a perdu sa voix. Musique Edith Lejet. Sélection de Radio-France pour le Grand Prix Paul Gilson. Diffusion sur France-Musique.
- 1988 : Bestiaire imaginaire (poèmes). Musique Monic Cecconi-Botella. Interprète Daniel Delarue. Création Théâtre des Deux Rives Rouen. Diffusion sur France-Musique.
- 1989 : Le Mille-pattes (conte musical). Musique Edith Lejet. Editions Henry Lemoine (partition). Cassettes audio Cybilia
- 1994 : Aliboron et Cie. Musique Pierre Grouvel. Création au Théâtre de Boulogne Billancourt.
- 1995 : Chants de Noël (chansons). Musique Edith Lejet. France-Musique.

## Théâtre
- 1980 : La Krapaude. Diffusion sur France Culture, dans l’atelier de création radiophonique le 5 janvier 1980 à 20h.
- 1982 : Archimère. Diffusion sur France-Culture dans l’atelier de création radiophonique le 29 mai1982 à 20h.
- 1983 : Alors, on y va Géovah ! (théâtre). Interprètes Armand Mestral, Georges Descrières. Diffusion sur France Culture.
- 1989 : Les Beaux Oiseaux du lac (théâtre). France Culture diffusé Les nuits de France Culture du 26 novembre 1994
- 1992 : La Macabête. Mise en scène Hervé Caradec. Interprètes Robert Marcy, Paulette Bosc et Baaron. Création Théâtre Essaïon.

## Publications
- 1946 : Les 7 semaines de Sériphan (roman pour enfants). Editions Monaline. Illustrations de Jean Duché.
- 1975 : Les Crabes (roman). Préface de Georges Conchon. Editions Roblot.
- 1981 : Grand Vulcan (roman). Editions Léon Faure[21].
- 1992 : La Macabète‌ (pièce de théâtre). Editions Caractères[22].
- 1996 : Le Mont pointu (album pour enfants). Texte et Illustration. Editions Boubée[23].